# Jeong (cognome)
Jeong (정?, 鄭, 丁, 定, 情, 政, 桯, 正, 程?) è un cognome di lingua coreana.

## Possibili trascrizioni
Cheong, Chong, Chŏng, Choung, Chung, Joung, Jung.

## Origine e diffusione
Il cognome Jeong corrisponde a diversi hanja. I più comuni sono 鄭, 丁 e 程. Il primo, secondo il Samguk Sagi, fu attribuito a Jibaekho (지백호) da re Yuri di Goguryeo nell'era di Silla.
Si tratta del 4º cognome per diffusione in Corea secondo i dati del Korean National Statistics Office del 2015. Conta circa 2407601 presenze.

## Persone
- Jeong Ho-seok, meglio noto come J-Hope, cantante sudcoreano
- Jeong Ji-hoon, meglio noto come Rain, cantante sudcoreano
- Jeong Seung-hyun, calciatore sudcoreano